# دهستان توستاما
دهستان توستاما (به لاتین: Tõstamaa Parish) یک دهستان در استونی است که در شهرستان پارنو واقع شده‌است.

## خصوصیات
دهستان توستاما ۲۶۱٫۰۱ کیلومترمربع مساحت و ۱٬۵۷۲ نفر جمعیت دارد.